# Gaeltacht
Cet article concerne les limistéir Gaeltachta, appelés « gaeltachts » en anglais. Ne doit pas être confondu avec Gàidhealtachd, mot gaélique écossais.

Carte des gaeltachtaí.

« Gaeltacht » (prononcé /ˈgeːɫ̪t̪ˠəxt̪ˠ/) est un mot irlandais qui désigne l’ensemble des personnes parlant l'irlandais. Par extension, il désigne une région où l’on parle la langue irlandaise dans une importante proportion. On dit une gaeltacht au singulier, mais des gaeltachtaí au pluriel — le mot est féminin.
Au sens premier, une gaeltacht désigne un groupe humain qui parle irlandais, c'est-à-dire une communauté irlandophone. Par extension, le nom désigne aussi l'aire géographique dans laquelle cette communauté se trouve. Le statut officiel du terme Gaeltacht date de 1926, à la suite du premier rapport de la Coimisiún na Gaeltachta. Son équivalent en gaélique écossais est le terme gàidhealtachd.
Les membres d'une gaeltacht sont des irlandophones. Le substantif et l'adjectif « gaélophone » sont moins précis car ils s'appliquent aux locuteurs d'une langue gaélique, qui sont au nombre de trois : l'irlandais, le gaélique écossais et le mannois. Par conséquent, « irlandophone » est préférable quand on se réfère spécifiquement au gaélique irlandais. Il faut d'ailleurs souligner que l'irlandais est la seule langue gaélique possédant le statut de langue officielle de l'Union européenne : c'est pour cette raison que l'Union préfère parler d'irlandophones plutôt que de gaélophones.

## Le concept gaélique et le concept anglophone
La gaeltacht est plus au moins l'équivalent gaélique de la francophonie : au sens premier, la gaeltacht en tant que nom défini est la population qui parle le gaélique. Par extension, le terme est employé comme nom indéfini pour désigner une aire géographique : une gaeltacht. Les mots gaéliques na Gaeltachtaí (irlandais) et a’ Ghàidhealtachd (écossais) ont la même origine mais ne recouvrent pas exactement les mêmes concepts, surtout lorsqu'ils sont traduits en anglais. En irlandais, on emploie le pluriel Gaeltachtaí (les gaeltachts) contrairement à ce qui se fait en gaélique écossais, où le mot est presque toujours employé en tant que nom propre singulier : a’ Ghàidhealtachd (la « Gaélie »). L’anglais d’Irlande et par extension l’anglais international ont emprunté le terme gaélique et lui ont attribué une sens officiel restreint. Le dictionnaire Merriam Webster note qu’en anglais, le mot Gaeltacht désigne « les régions d’Irlande où l’on parle encore gaélique ». Cette définition est due à la confusion entre la Gaeltacht en tant que groupe humain et le limistéar Gaeltachta, ou Gaeltacht area en anglais, qui désigne une zone géographique. Du point de vue légal, le Ministers and Secretaries (Amendment) Act irlandais de 1956 dispose que le Gaeltacht, en tant que zone géographique, comprend des límistéir et « que le gouvernement peut, s’il le juge nécessaire, accorder le statut de limistéar Gaeltachta à de nouvelles zones »,,.

## Présentation des gaeltachtaí officielles
Ces régions ont été reconnues comme telles dès les premières années de l’État libre d'Irlande lorsque le gouvernement entreprit de favoriser la restauration de la langue irlandaise. Les limites de ces zones n’ont pas changé depuis leur établissement dans les années 1950, même si depuis cette date, le nombre de personnes parlant le gaélique décroît. Dans la plupart des gaeltachtaí, les irlandophones sont maintenant en minorité.
De nos jours environ 85 000 personnes ont pour première langue l’irlandais. Les plus grosses concentrations d’irlandophones se trouvent dans les régions ouest des comtés de Donegal, Mayo, Galway, Kerry et de Cork. De petites concentrations perdurent dans les comtés de Waterford et de Meath.
La Straitéis 20 Bliain don Ghaeilge 2010-2030, politique linguistique vicennale du gouvernement irlandais, souligne l'importance d’aider les communautés irlandophones hors des gaeltachtaí. L’Acht na Gaeltachta 2012, loi qui en est issue, vise à établir un mécanisme d'octroi de cette reconnaissance légale. L'article 11, notamment, dispose que le ministre peut attribuer à une communauté spécifique hors des gaeltachtaí le statut de líonra Gaeilge (réseau irlandophone) et que ce líonra peut mettre en place, avec le soutien du Foras na Gaeilge, sa propre politique linguistique. En 2015, à la suite de cela, cinq réseaux ont été créés.

## Liste des zones de Gaeltacht

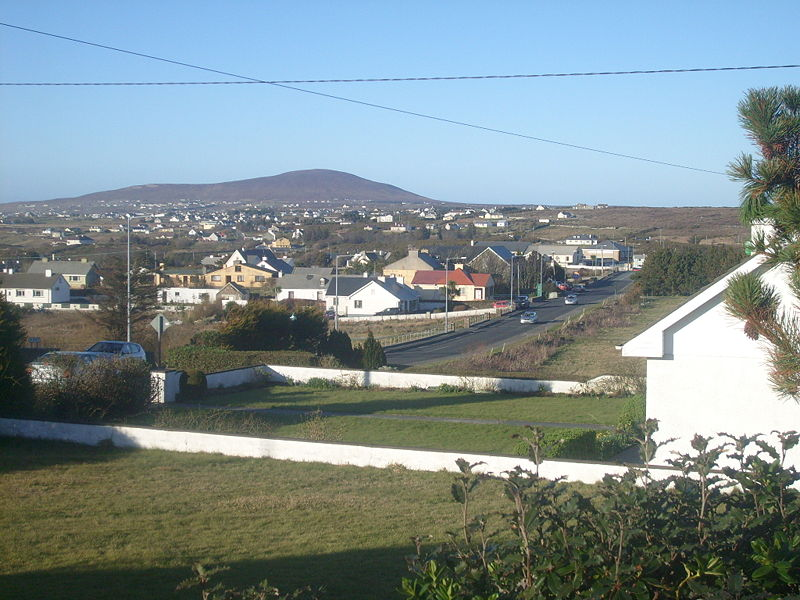
Le village de Gaoth Dobhair

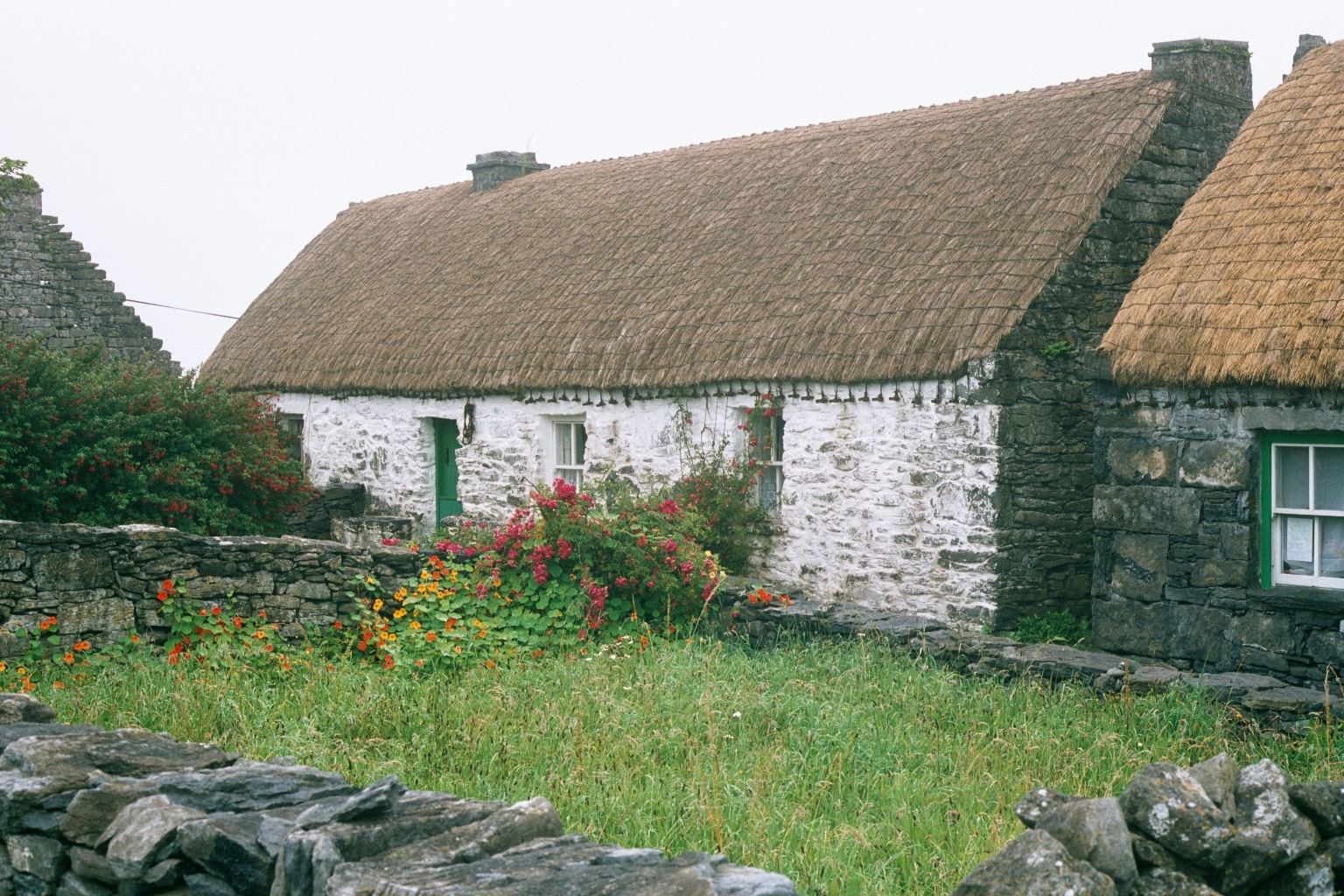
La maison de Synge sur Inis Meáin

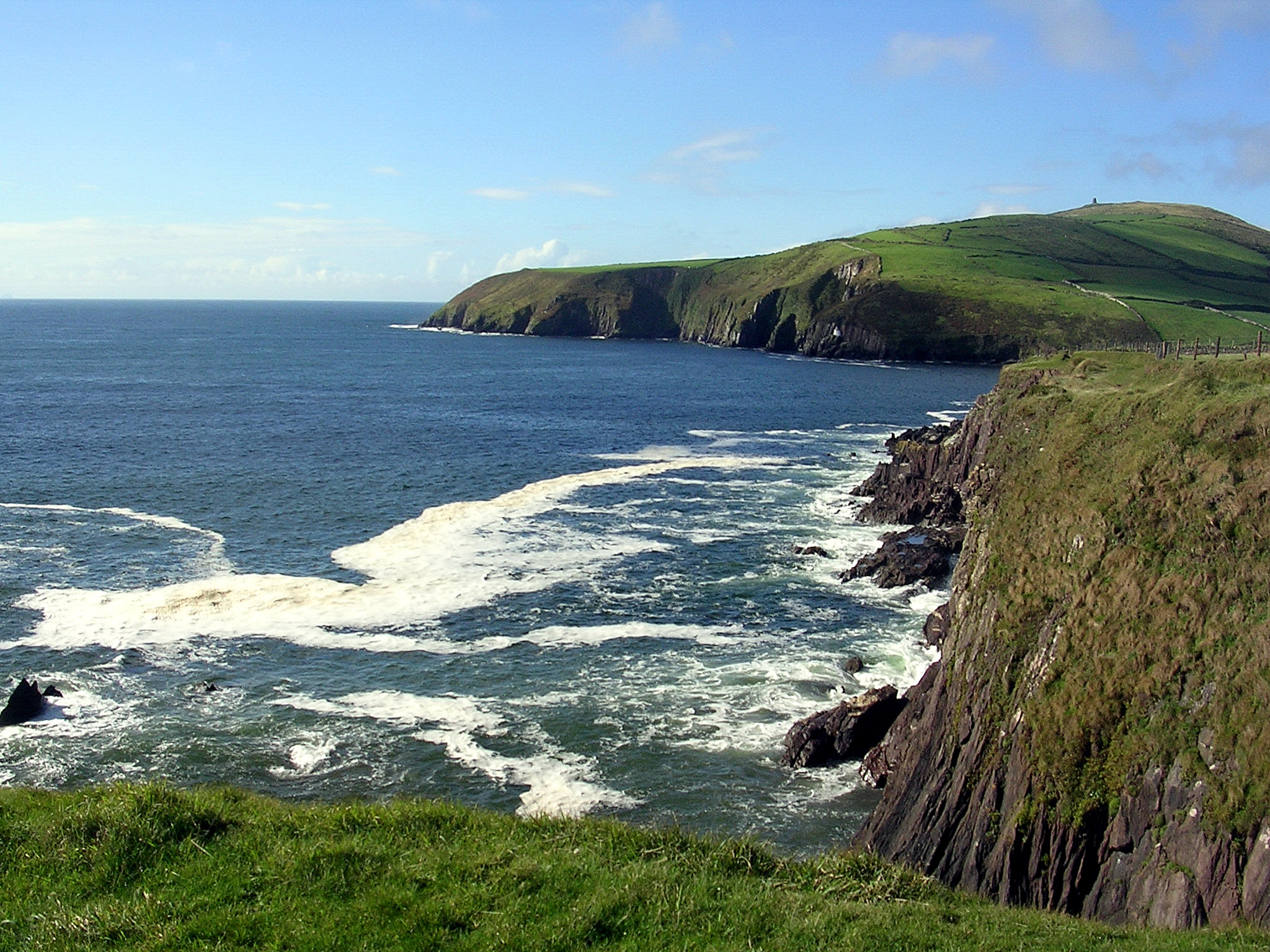
Falaises près de Dún Chaoin

Les zones suivantes disposent du statut officiel de limistéar Gaeltachta, ou Gaeltacht area en anglais (littéralement : « zones de Gaélie »).
- Comté de Donegal
  - Árainn Mhór
  - Gaoth Dobhair
  - Gleann Cholm Cille
  - Gort an Choirce
  - Oileán Toraigh
  - Rann na Feirste

- Comté de Mayo
  - Ceathrú Thaidhg
  - Eachléim
  - Tuar Mhic Éadaigh

- Comté de Galway
  - Casla
  - An Cheathrú Rua
  - Cill Chiaráin
  - Cill Rónáin
  - Corr na Móna
  - Indreabhán
  - Inis Meáin
  - Inis Mór
  - Inis Oírr
  - Leitir Móir
  - Ros a' Mhíl
  - Ros Muc
  - An Spidéal

- Comté de Kerry
  - Baile an Fheirtéaraigh
  - Baile na nGall
  - Baile na Sceilge
  - Ceann Trá
  - An Daingean (Dingle)
  - Dún Chaoin (Dunquin)
  - An Fheothanach
  - Lios Póil

- Comté de Cork
  - Baile Mhúirne
  - Béal Átha an Ghaorthaidh
  - Cúil Aodha
  - Oileán Chléire

- Comté de Meath
  - Ráth Cairn

- Comté de Waterford
  - An Rinn

## Galerie

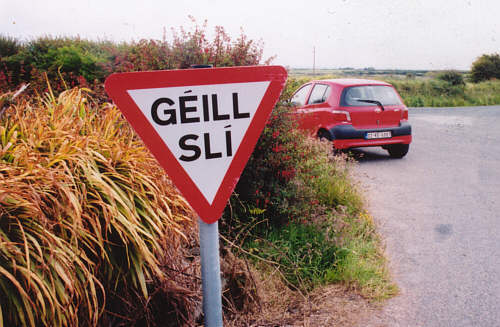
« Cédez le passage » en irlandais
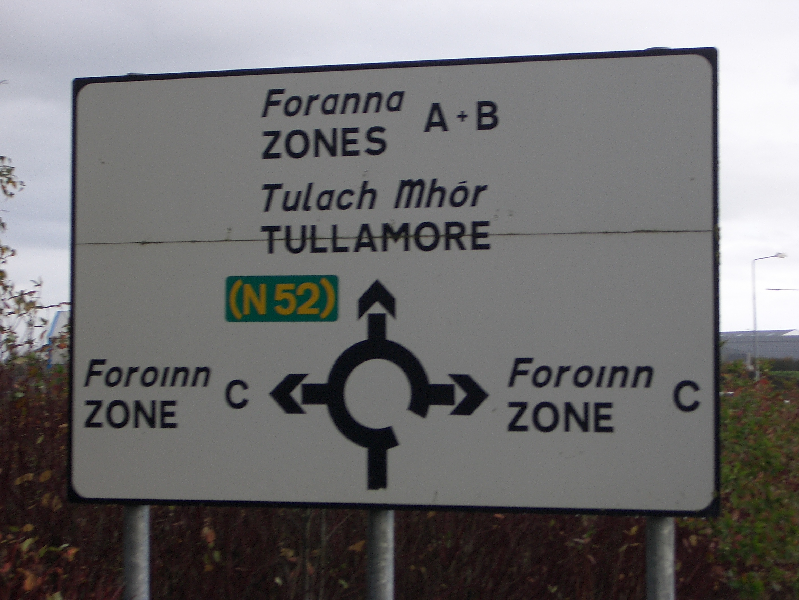
Signalisation bilingue en Irlande
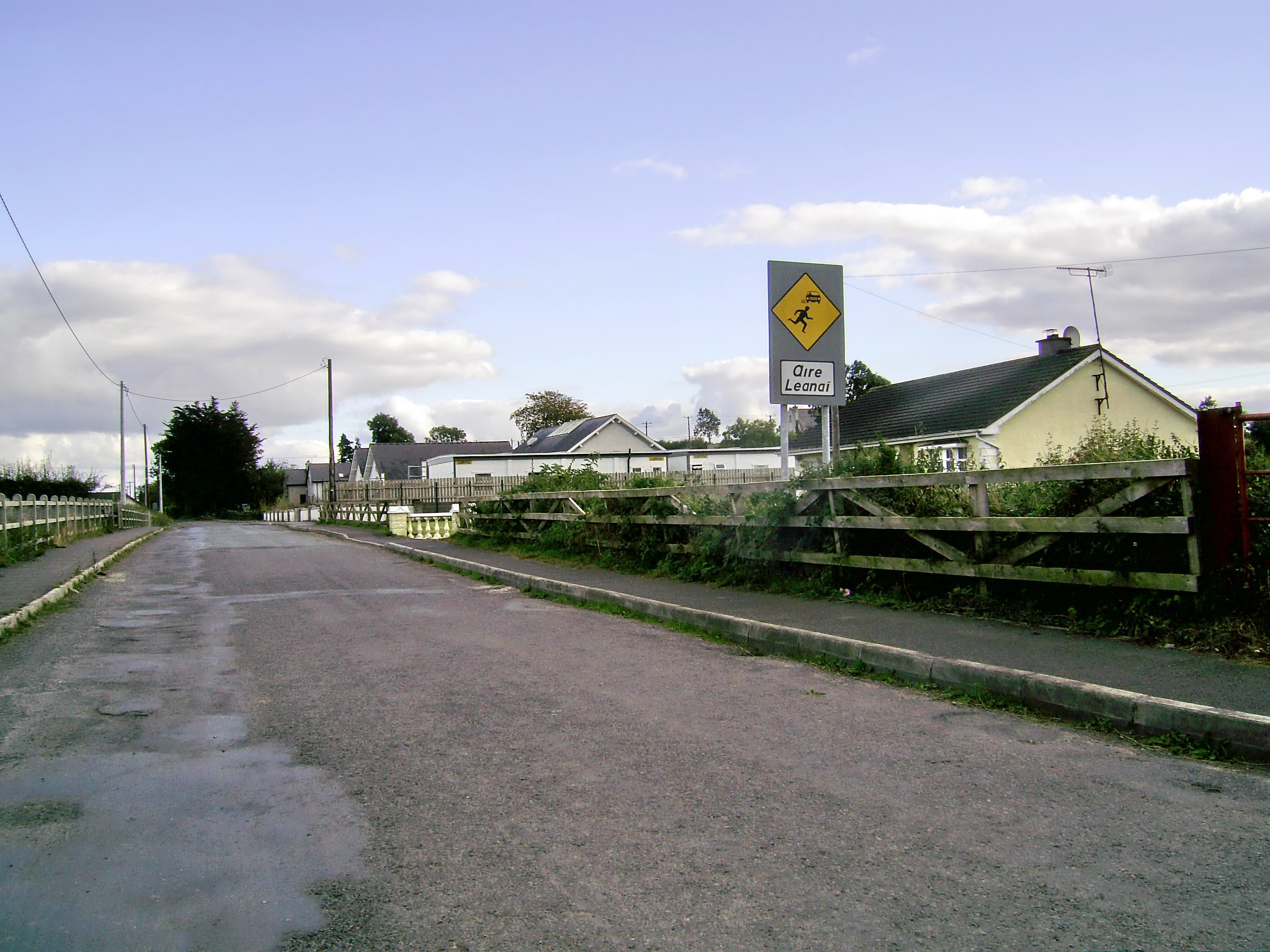
Aire Leanai, « Attention aux enfants », Rath Cairn
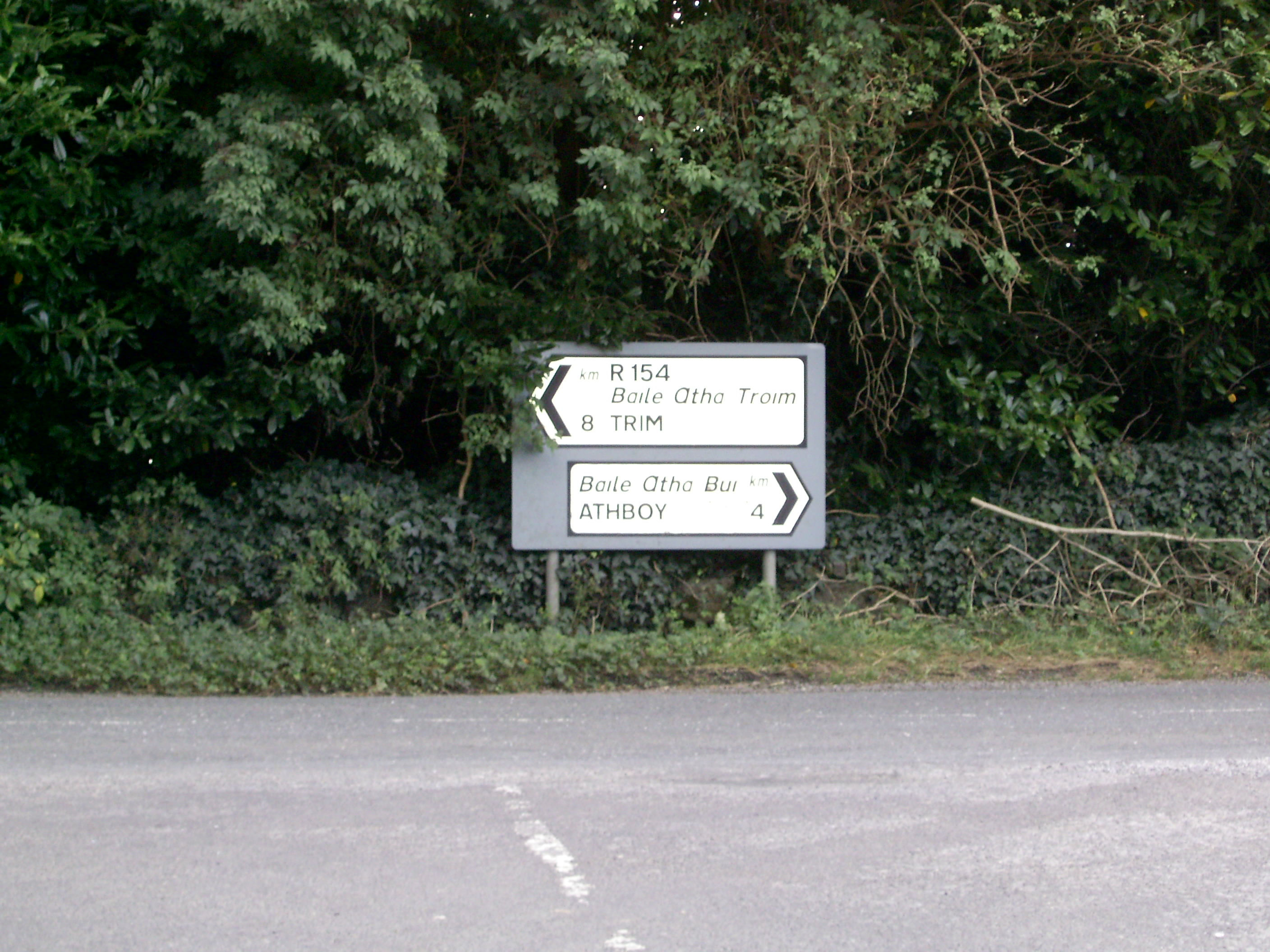
« Vers Trim » / « Vers Athboy »
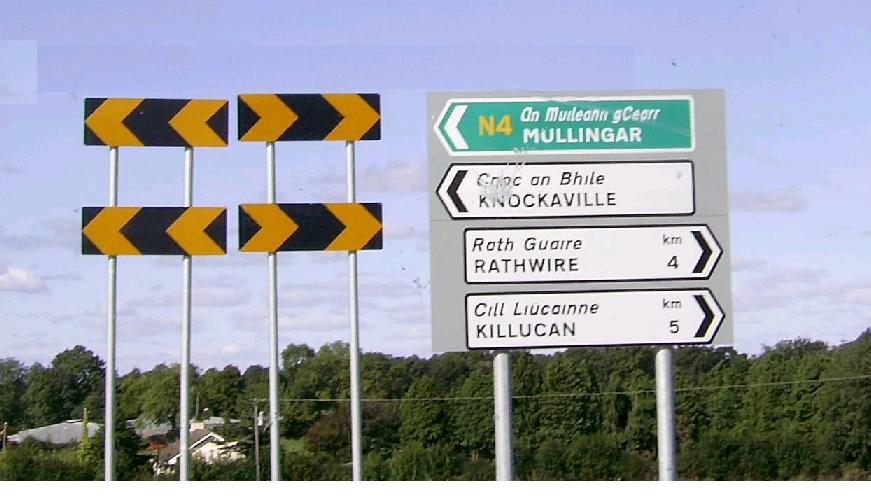
An Muileann gCearr Mullingar Knockaville, Rathwire, Killucan